# Aérodrome de Diapaga
L'aérodrome de Diapaga est un aéroport d’usage public situé près de Diapaga dans la province du Tapoa, au Burkina Faso.